# 소방탑 (쇼프론)

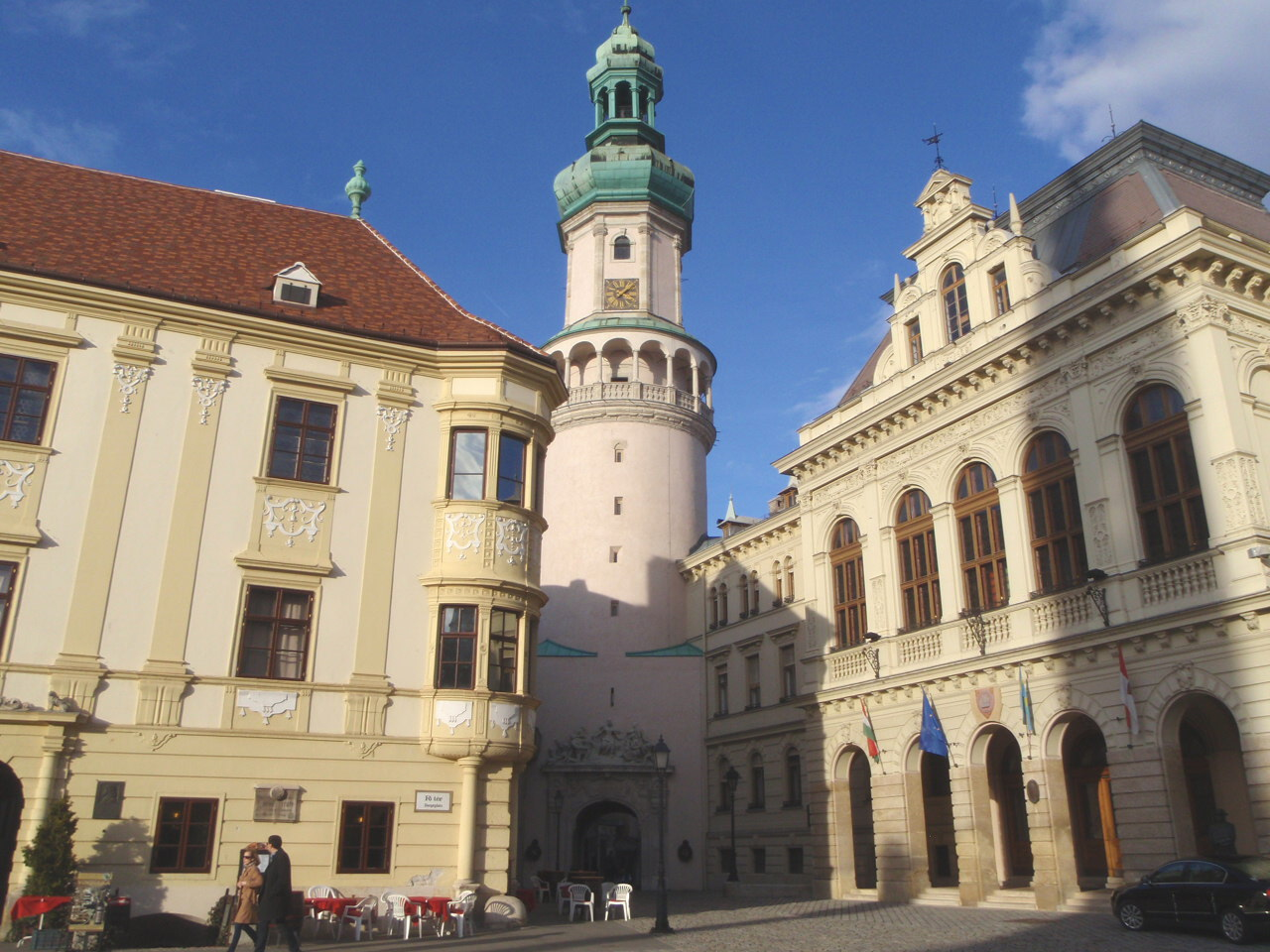
소방탑

소방탑(헝가리어: Tűztorony)은 헝가리 쇼프론에 있는 건축물이다. 메인 광장에 위치하고 있으며, 높이는 53m다. 13세기에 지어졌으며 수세기 동안 도시에 봉사했다. 19세기 말 시청사를 건설하면서 안정성을 잃었고, 이후 정적인 이유로 성문이 좁아졌다. 2009~2012년 리모델링 과정을 통해 본래의 모습을 되찾았다.